# Ildikó Pécsi
Ildikó Pécsi (n. 21 mai 1940, Polgár, Hajdú-Bihar, Ungaria – d. 5 decembrie 2020, Gödöllő, Pesta, Ungaria) a fost o actriță și regizoare maghiară, laureată a premiilor Kossuth și Jászai Mari, distinsă cu titlurile de artist emerit și maestru al artei. Soțul ei a fost Lajos Szűcs, campion olimpic maghiar la fotbal.

## Biografie
A absolvit Academia de Teatru și Film din Budapesta în 1962. A jucat ca actriță la Teatrul Național din Pécs (1962-1966), Teatrul de Comedie din Budapesta (1966-1970), Teatrul Mikroskop (1970-1973), Teatrul Katona József din Kecskemét (1973-1976), Teatrul Radnóti din Budapesta (1976-1985), Teatrul Național din Budapesta (1985-1990) și Teatrul Attila József din Budapesta (1990).
A jucat roluri dramatice (Antigona, Hamlet), dar și roluri în comedii și spectacole de operetă.
A apărut în numeroase filme și seriale de televiziune. Primul rol important într-un film de lung metraj a fost Noémi din filmul Omul de aur (1962), adaptare a romanului omonim al lui Jókai, obținut la vârsta de 22 de ani.
Popularitatea ei pe plan național a fost consolidată de apariția în serialele de televiziune (de exemplu: A Tenkes kapitánya și Linda).
În 2008, a lansat CD-ul Zeneképzelet, produs în colaborare cu cuplul de pianiști Andrea Várnagy - Zsolt Farkas.
S-a căsătorit în 1969 cu fotbalistul Lajos Szűcs, campion olimpic la fotbal, cu care un fiu pe nume Csaba Szűcs.
Între 1975 și 1989 a fost membru al Partidului Socialist Muncitoresc Maghiar (MSZMP),  iar între 1994 și 1998 a fost parlamentar din partea Partidului Socialist Maghiar (MSZP) (mandat individual, circumscripția Budapesta 22). În 1980 a fost aleasă membru în biroul de conducere al Uniunii Actorilor din Ungaria.
A locuit zeci de ani într-un apartament din Máriabesnyő-Gödöllő, fiind personalitatea artistică proeminentă a orașului.

## Premii
- Premiul Jászai Mari (1976)
- Premiul SZOT (1979)
- Artist emerit (1980)
- Maestru al artei (1987)
- Premiul Déryné (1993)
- Cetățean de onoare al orașului Polgár (2005)
- Crucea Ordinului de Merit al Ungariei (2006)
- Premiul Kossuth (2007)
- Premiul Bilicsi (2007)
- Premiul Pepita (2009)
- Membru pe viață al Halhatatlanok Társulata (2009)
- Cetățean de onoare al orașului Gödöllő (2010)
- Premiul Țara mea (2011)

## Roluri în piese de teatru
- Kuznyecov: Fekete vagy vörös (Tamara)
- Arbuzov: Irkutszki történet (Nyura)
- Arthur Miller: Vrăjitoarele din Salem (Williams Abigel)
- Brecht:
  - Galilei (Ifjú hölgy)
  - Antigoné (Címszerep)
- Mór Jókai–Endre Illés–János Erdődy: Gazdag szegények[6] (Lidi, varrólány)
- Shakespeare:
  - Romeo și Julieta (doamna Capulet)
  - Othello (Bianca)
  - Richard al III-lea (Lady Anna)
  - A douăsprezecea noapte (Olivia)
- O’Neill: Amerikai Elektra (Lavinia)
- Marcel Achard: Bolond lány (Josefa Lantenay)
- Edmond Rostand: Cyrano de Bergerac (Roxan[7])
- Gorki:
  - Éjjeli menedékhely (Nastia)
  - A Nap fiai (Melánia)
- Baldwin: Ének Charlie úrért (Juanita)
- Breffort: Irma, te édes (Címszerep)
- Ferenc Molnár: Liliom (Mari)
- Szabolcs Fényes-Imre Harmath: Maya (Címszerep)
- Endre Fejes: Rozsdatemető (Csele Juli)
- András Pályi: A tigris (Pötyi)
- Anton Bruckner: Angliai Erzsébet (Izabella)
- Eduardo De Filippo:
  - A cilinder (Rita)
  - A komédia bosszúja (A hegylakó felesége)
- Sartre: Legyek (Elektra)
- István Békefi: Egy asszony gyilkos vallomása (Ileana)
- Dostoievski: A Karamazov testvérek (Grusa)
- Czesław Miłosz: Királygyilkosság (Leány)
- Jenő Heltai: A néma levente (Beatrix)
- Gábor Thurzó: Az ördög ügyvédje (Orsolya nővér)
- Gyula Krúdy: A vörös postakocsi (Tizenhárom Sári)
- A kettéfűrészelt zongora (1976. IV. 1., Miskolci Nemzeti Színház)

## Filmografie

### Filme de cinema
- 1959 Eszpresszóban
- 1961 Pesti háztetők
- 1961 Zápor
- 1962 Legenda a vonaton
- 1962 Omul de aur (Az aranyember)
- 1962 Isten öszi csillaga
- 1963 Hattyúdal
- 1963 Tücsök
- 1964 Mit csinált felséged 3-tól 5-ig?
- 1965 Lumină după jaluzele (Fény a redőny mögött)
- 1965 Dragostea este interzisă (Tilos a szerelem)
- 1966 Én, Strasznov Ignác, a szélhámos
- 1967 Nem várok holnapig
- 1968 Stelele din Eger (Egri csillagok)
- 1970 A mi emberünk
- 1970 Érik a fény
- 1970 Szerelmi álmok
- 1970 N.N., a halál angyala
- 1970 Sose fagyunk meg
- 1972 Hekus lettem
- 1973 Plusz-mínusz egy nap
- 1974 Ámokfutás
- 1975 Ballagó idő
- 1976 Az öreg
- 1976 Az ötödik pecsét
- 1976 Pókfoci
- 1976 Zongora a levegőben
- 1976 Sínen vagyunk
- 1977 Herkulesfürdői emlék
- 1977 Kossuth vagy Széchenyi? (rendező)
- 1977 Veri az ördög a feleségét
- 1978 Egyszeregy
- 1978 Olyan mint otthon
- 1979 Hogyan felejtsük el életünk legnagyobb szerelmét?
- 1979 Szabadíts meg a gonosztól
- 1979 Mese habbal
- 1980 A mérkőzés
- 1980 Kojak la Budapesta (Kojak Budapesten)
- 1981 Ripacsok
- 1982 A hentessegéd
- 1983 Mennyei seregek
- 1983 Visszaesők
- 1983 Te rongyos élet
- 1991 Sztálin menyasszonya
- 2004 Montecarlo!
- 2008 Majdnem szűz

### Filme de televiziune
- 1964 A Tenkes kapitánya 1-13.
- 1964 Az én kortársaim II.
- 1967 Társasjáték
- 1967 Princ, a katona (serial TV)
- 1967 A koppányi aga testamentuma
- 1968 Bors 1-15.
- 1971 Öt férfi komoly szándékkal
- 1972 Szerelmespár
- 1973 Gúnyos mosoly
- 1973 Két fiú ült egy padon
- 1975 Az utolsó tánctanár
- 1975 Trisztán
- 1975 Svédcsavar
- 1976 Csongor és Tünde
- 1976 Megtörtént bűnügyek episodul A müncheni férfi
- 1977 Két pisztolylövés
- 1977 Az ész bajjal jár
- 1978 Fent a Spitzbergáknál
- 1979 Aki mer, az nyer
- 1979 Csillag a máglyán
- 1980 Indul a bakterház
- 1980 A Sipsirica 1-2.
- 1980 Névnap
- 1980 A különc
- 1980 Kulcskeresők
- 1980 Hol colt, hol nem colt
- 1981 A névtelen vár 1-6. (serial TV)
- 1983 Linda
- 1984 Bolondok bálja
- 1984 A láperdő szelleme
- 1984 Szálka, hal nélkül (serial TV)
- 1985 Anna és Anton
- 1986 A falu jegyzője (serial TV)
- 1986 A fantasztikus nagynéni 1-2.
- 1987 Dada
- 1987 Linda
- 1998 Francia négyes
- 2004, 2013 Barátok közt
- 2015 Ketten Párizs ellen

## Cărți audio
- Szóló szőlő, hat6almas alma, csengő barack és más népszerű mesék feldolgozása (RNR Média Kft., 2007)
- Arthur Golden: Egy gésa emlékiratai (Trivium Kiadó, 2006) ISBN: 9639711012
- Janikovszky Éva: A lemez két oldala (Móra Könyvkiadó, 2007) ISBN: 9789631183917
- Mesél az erdő (Kossuth Kiadó, 2013) ISBN: 9789630975001

## Cărți
- Kerek erdő meséje
- Mesés játékok, játékos versek (Media Nox Kiadó, Budapesta, 2000) ISBN: 963-8611-76-6
- Mitől nem fogytam le – és mitől fogytam le (Tellér Kiadó, Budapesta, 1993) ISBN: 9638178027
- Mitől híztam meg

## Spectacole de revistă

### Scene de cabaret
- Néma levente (Partener: Imre Antal)
- Jó kedvem van (Partener: Péter Balázs)
- Társbérlet (Autor: Béla Gádor-Szilárd Darvas. Parteneri: János Gálvölgyi și András Kern)